# Ratkószabadi
Ratkószabadi (1899-ig Ratkó-Lehota, szlovákul: Ratkovská Lehota) község Szlovákiában, a Besztercebányai kerületben, a Rimaszombati járásban.

## Fekvése
Nagyrőcétől 20 km-re délre, a Turóc-patak partján fekszik.

## Története
A település a 13. században keletkezett. 1413-ban „Zazlehota” néven említik először. Régi nevének előtagja Szásza község közelségére utal. Birtokosai a Derencsényiek, a Bakosiak és a Lórántffyak voltak, a 18. századtól a murányi vár uradalmához tartozott. Lakói főként mezőgazdaságból éltek. 1427-ben 14 portával adózott. A 16. század második felében a török hódoltság részévé vált, lakói nagyrészt elmenekültek. A 17. század végén újratelepítették. 1773-ban 30 család élt a faluban.
Vályi András szerint: „LEHOTA. Ratko Lehota. Elegyes falu Gömör Várm. földes Urai Dráskóczy, és több Uraságok, lakosai külömbfélék, fekszik Ratkónak szomszédságában, mellynek filiája, határja nagyobb részént hegyes, kősziklás, legelője elég, mind a’ két fája van, piatzozása Ratkón, és Rimaszombatban.”
1828-ban 49 házában 416 lakosa volt, akik főként mezőgazdasággal foglalkoztak.
Fényes Elek geográfiai szótárában: „Lehota (Ratko), tót falu, Gömör és Kis-Honth egyesült vmegyében, 342 kath., 74 evang. lak., kath. paroch. templommal; sovány, hegyes határral. F. u. többen. Ut. posta Tornalja.”
Gömör-Kishont vármegye monográfiája szerint: „Ratkólehota, a ratkói völgyben fekvő tót község, 58 házzal és 252 róm. kath. vallású lakossal. E községet 1450-ben Lachlehota és Zazlehota néven említik. Szintén a Derencsényiek birtoka volt és ugyanazon sorsban osztozott, mint e család többi birtokai. Most a Coburg herczegi családnak van itt nagyobb birtoka és erdőgazdasági hivatala. 1858-ban az egész községet tűz pusztította el. Katholikus temploma ezelőtt kápolna volt, s 1830-ban hozzáépítés útján kibővítették. A község postája Újvásár, távírója és vasúti állomása pedig Tornallya.”
A trianoni békeszerződésig területe Gömör-Kishont vármegye Ratkói járásához tartozott.

## Népessége
| Év:            | 1994. | 2004.    | 2014.    | 2024.    |
| -------------- | ----- | -------- | -------- | -------- |
| Emberek száma: | 61    | 70       | 57       | 37       |
| Eltérés:       |       | +14,75 % | -18,57 % | -35,08 % |

| Év:            | 2023. | 2024.   |
| -------------- | ----- | ------- |
| Emberek száma: | 38    | 37      |
| Eltérés:       |       | -2,63 % |

1910-ben 237, túlnyomórészt szlovák lakosa volt.
2001-ben 65 lakosából 61 szlovák volt.
2011-ben 60 lakosa volt, mindegyik szlovák.

## Nevezetességei
- Szent Miklós tiszteletére szentelt, római katolikus temploma 1909-ben épült a régi templom helyén.
- Evangélikus temploma 1787-ben épült.

## Külső hivatkozások
- Községinfó
- Ratkószabadi Szlovákia térképén
- A község a régió turisztikai honlapján[halott link]
- E-obce.sk Archiválva 2007. december 8-i dátummal a Wayback Machine-ben